# Heldenstad

Het wapen van Sebastopol met de versierselen voor een heldenstad

Heldenstad (Russisch: город-герой, gorod-geroij, Oekraïens: місто-герой, misto-heroij, Wit-Russisch: горад-герой, horad-heroij) is een eretitel verleend aan 12 steden en een fort. Deze eretitels werden verleend voor de verdediging van deze steden tijdens de Tweede Wereldoorlog. De titel staat gelijk aan de eretitel Held van de Sovjet-Unie, die aan personen werd uitgereikt. Ondanks het uiteenvallen van de Sovjet-Unie mogen de plaatsen de titel nog steeds voeren. Beide eretitels worden gesymboliseerd door een rood lint met een vijfpuntige ster. Bij het monument voor de onbekende soldaat, bij het Kremlin in Moskou, worden alle heldensteden vermeld op stenen. De titel van heldenstad werd op verschillende momenten toegekend.

## Leningrad
In augustus en september 1941 hadden de Duitsers Leningrad (sinds 1993 wederom Sint-Petersburg geheten) bereikt. Alle toegangswegen over land waren geblokkeerd. Tijdens de daaropvolgende hongerwinters was een route over de bevroren ijsvlakte van het Ladogameer de enige weg om Leningrad te bevoorraden. Er was een tekort aan elektriciteit, schoon water en verwarming voor de huizen. Alle middelen van openbaar vervoer, zoals trams en bussen, werden gebruikt om wegblokkades op te werpen. De blokkade van Leningrad duurde 900 dagen. Van de 3 miljoen inwoners voor de oorlog verloren ruim 1 miljoen mensen hun leven tijdens de belegering. Ook 300.000 Sovjet soldaten lieten het leven. Leningrad kreeg de eretitel in 1945.

## Sebastopol
Sebastopol, gelegen op de Krim in Oekraïne, bood onderdak aan de belangrijkste marinebasis van de Sovjet-Unie. Duitse en Roemeense troepen onder commando van veldmaarschalk Erich von Manstein, ondersteund door vliegtuigen van de Luftwaffe en het  grootste verrijdbare kanon (de Dora), belegerden de stad sinds oktober 1941. Desondanks duurde het tot juni 1942 totdat de stad in handen viel van de Duitsers. Tegen die tijd was er weinig meer van over: negen gebouwen waren nog intact. 27.307 mensen waren geëxecuteerd, levend begraven en verdronken door de nazi’s en 45.000 naar Duitsland gedeporteerd. 3.000 inwoners hadden de Tweede Wereldoorlog overleefd. Sebastopol kreeg de eretitel in 1945.

## Odessa
Odessa is een havenstad aan de Zwarte Zee, gelegen in Oekraïne, en was vroeger vooral bekend als smokkelaarsnest vanwege de vele natuurlijke grotten en gangenstelsels. In augustus 1941 vielen de Duitsers Odessa aan. De gevechten duurden tot midden oktober, waarna de Sovjettroepen en 15.000 burgers geëvacueerd werden via de zee. Partizanen bleven echter letterlijk ondergronds doorvechten. Odessa kreeg de eretitel in 1945.

## Stalingrad
De Duitsers lanceerden in augustus 1942 een groot offensief, de zogenoemde Slag om Stalingrad, dat vijf en een halve maand duurde. De stad werd bijna volledig verwoest, en de slag kostte aan beide zijden enorm veel mensenlevens. De Slag om Stalingrad was waarschijnlijk de dodelijkste veldslag ooit. In bijna elke ruïne waren Sovjetsluipschutters te vinden. In november 1942 werden de Duitsers omsingeld. In februari 1943 gaf veldmaarschalk Friedrich Paulus zich over, ondanks het feit dat Hitler bevolen had tot de dood door te vechten. De Slag om Stalingrad betekende de definitieve ommekeer aan het oostfront. Stalingrad kreeg de eretitel in 1945.

## Moskou
Na de val van Smolensk stootten de Duitsers door naar Moskou. In november 1941 kwam de opmars tot stilstand in de buitenwijken van Moskou, op de plaats die nu Park van de Overwinning (Russisch: Парк Победы) heet, 27 kilometer van het Kremlin verwijderd. De hele Sovjet regering was naar het oosten geëvacueerd; alleen Stalin was achtergebleven. Om de Moskovieten een hart onder de riem te steken liet Stalin de traditionele optocht op het Rode Plein op de verjaardag van de revolutie (7 november; nieuwe kalender) gewoon doorgaan. De troepen marcheerden rechtstreeks van het Rode Plein naar het front. Op 5 december lanceerde generaal Georgi Zjoekov een tegenaanval met verse troepen uit Siberië. Bovendien waren deze troepen goed uitgerust met winterkleding en ski's. Het ontzetten van Moskou was een belangrijke opsteker voor het Sovjetmoreel. Moskou kreeg de eretitel in 1965.

## Kiev
Kiev, tegenwoordig de hoofdstad van Oekraïne, was het strijdtoneel van de grootste omsingeling in de militaire geschiedenis. Toen de Duitse aanval in juli 1941 begon, moesten de Sovjet troepen in de stad stand houden. Door de hevige verdediging van de stad konden de Duitsers Kiev pas in september innemen, waardoor de Blitzkrieg aanzienlijk vertraagd werd. Ruim 600.000 Sovjet soldaten werden gevangengenomen, zodat in militaire termen de slag een enorme overwinning was voor Hitler. 
Kiev is ook het toneel van een van de grootste slachtingen van Joden bij Babi Jar. Vele andere burgers werden eveneens gedood of gedeporteerd voor arbeidsinzet in de Duitse industrie. Kiev kreeg de eretitel in 1965.

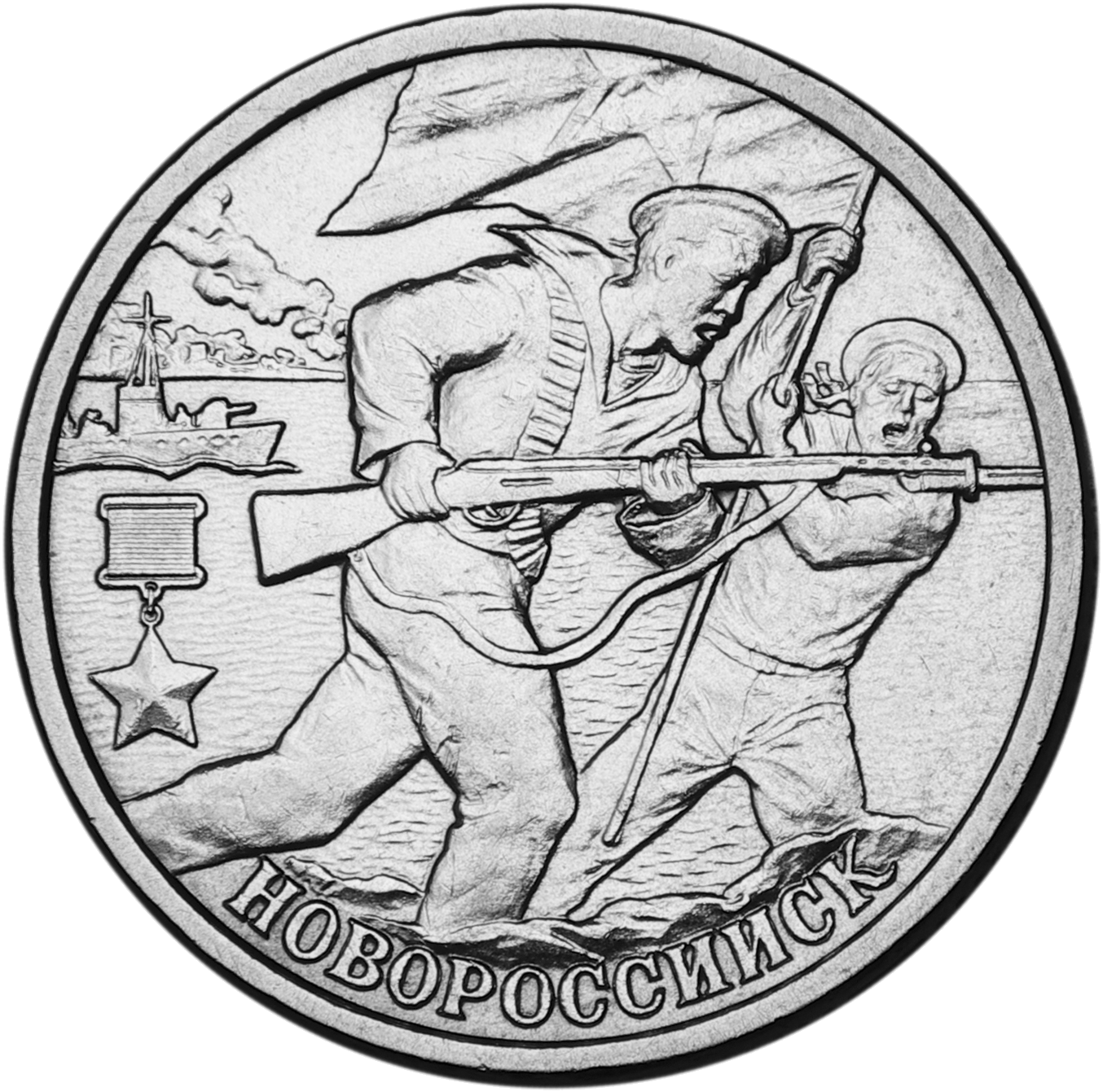
Novorossiejsk-penning

## Novorossiejsk
Novorossiejsk is een havenstad aan de oostkust van de Zwarte Zee. Hoewel de Duitsers na hevige gevechten in augustus en september 1942 de stad in handen kregen, bleef het oostelijke deel van de baai lange tijd in handen van een kleine groep Sovjetzeelui (waaronder de latere secretaris-generaal Leonid Brezjnev). Hierdoor konden de Duitsers de haven niet gebruiken als bevoorradingsroute. Novorossiejsk kreeg de eretitel in 1973.

## Kertsj
Kertsj is een havenstad aan de oostkant van de Krim in Oekraïne. Een smalle zeestraat tussen de Zwarte Zee en de Zee van Azov scheidt Kertsj van het Sovjetvasteland. Na hevige gevechten in november 1941 hadden de Duitsers Kertsj veroverd. In december heroverde het Rode Leger de stad via een landing vanuit zee. In mei 1942 viel de stad weer in Duitse handen, maar partizanen bleven actief in de heuvels rondom Kertsj. In oktober 1943 deden de Sovjets weer een landing vanuit zee, waarna de stad pas in april 1944 werd bevrijd. Kertsj kreeg de eretitel in 1973.

## Minsk
Minsk, tegenwoordig de hoofdstad van Wit-Rusland is altijd een belangrijk tussenstation geweest op de weg van Berlijn naar Moskou. In juni 1941 omsingelden de Duitsers Minsk, en een maand later werd de stad ingenomen. 300.000 Sovjetsoldaten werden daarbij gevangengenomen. In de daaropvolgende jaren had Minsk een groot getto voor joden, en vormde het het centrum voor de Sovjetpartizanen die achter de linies opereerden. In die jaren verloren meer dan 400.000 burgers het leven. Minsk kreeg de eretitel in 1974.

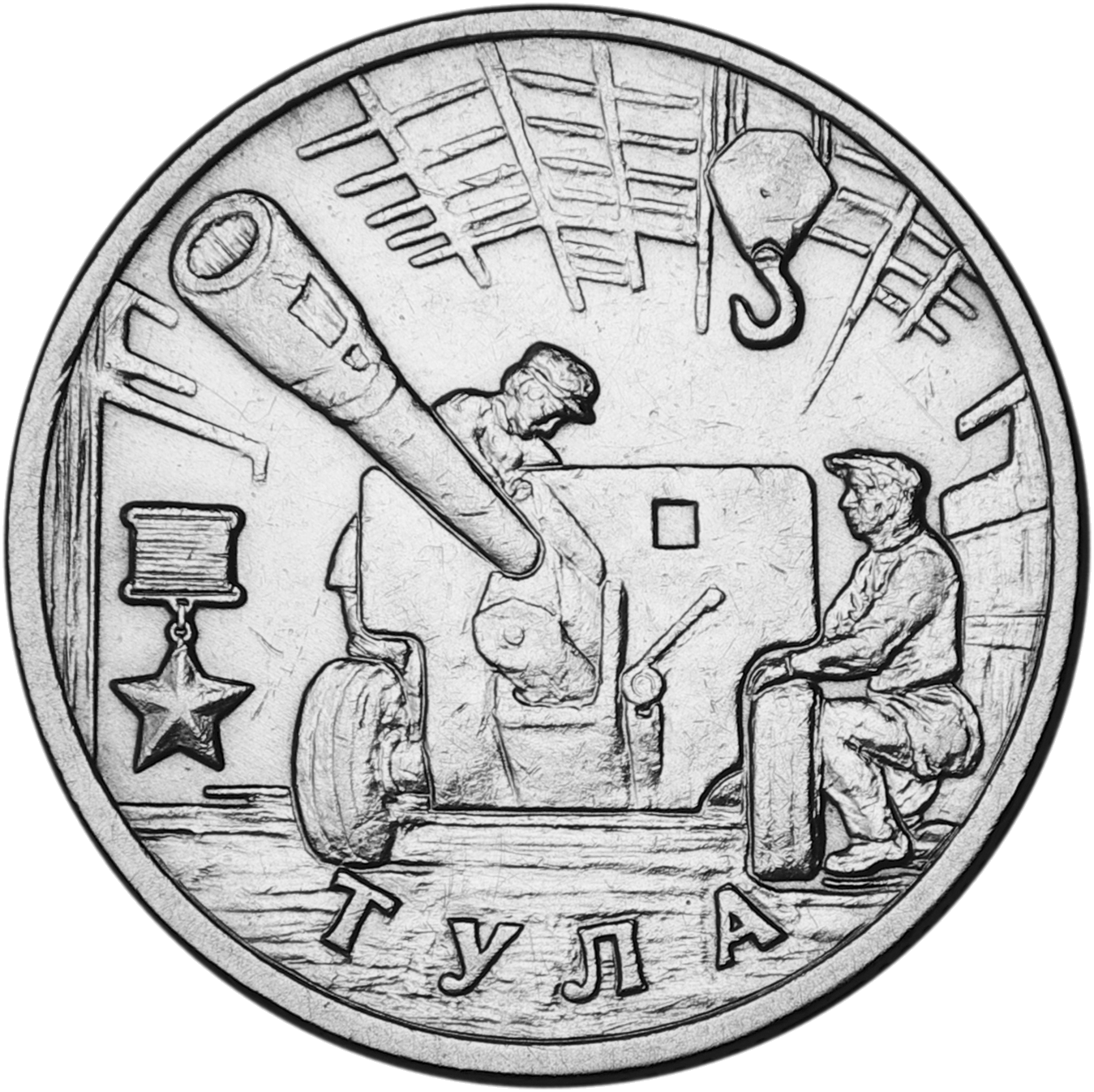
Twee roebel muntstuk van Toela

## Toela
Toela is een historische Russische stad ten zuiden van Moskou met een lange traditie van werktuigbouwkunde (zie bijvoorbeeld het verhaal De linkshandige van Nikolaj Leskov). Gedurende de Tweede Wereldoorlog was Toela een belangrijk centrum van wapenindustrie. In de Slag om Moskou probeerden de Duitsers Toela te veroveren tussen oktober en december 1941. Toela hield echter stand en beschermde dus de zuidflank van Moskou. Toela kreeg de eretitel in 1976.

## Moermansk
Moermansk is een havenstad aan de Barentszzee, aan de noordkust van Rusland. In de Tweede Wereldoorlog diende het als bestemmingsplaats voor de geallieerde konvooien, omdat het door de werking van de golfstroom een ijsvrije haven heeft. In juni 1941 begonnen de Duitsers vanuit Finland een aanval op Moermansk en de Karelische spoorweg, van vitaal strategisch belang. Door hevige tegenstand van het Rode Leger bleef Moermansk en de spoorweg in Sovjethanden. Moermansk kreeg de eretitel in 1985.

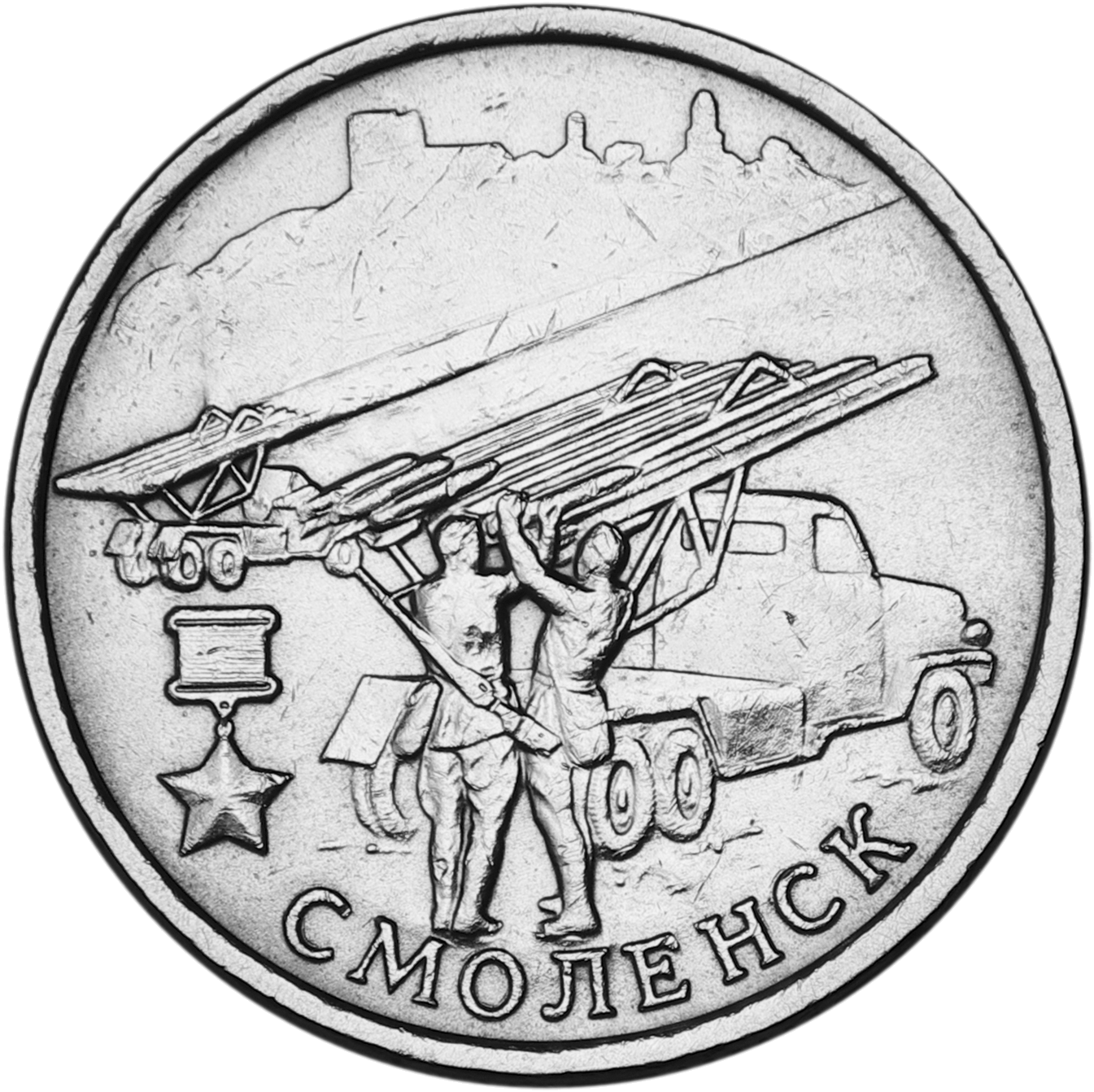
Twee roebel muntstuk van Smolensk

## Smolensk
Smolensk ligt op de hoofdroute van Minsk naar Moskou, en is vaak het doelwit geweest van militaire campagnes. Zo leverde bijvoorbeeld Napoleon een grote Slag bij Smolensk. In de Tweede Wereldoorlog begonnen de Duitsers een grote slag in juli 1941, waarbij Smolensk omsingeld werd. Er was stevige oppositie van het Rode Leger, dat erin slaagde de omsingeling te doorbreken en troepen te evacueren naar het oosten. Pas in september konden de Duitsers Smolensk innemen. Door het hevige verzet werd de opmars van de Duitsers aanzienlijk vertraagd, waardoor de Sovjets de verdedigingslinie rondom Moskou konden verstevigen. Smolensk kreeg de eretitel in 1985.

## Heldenfort Brest
Brest (ook bekend als Brest-Litovsk) is een stad in Wit-Rusland aan de grens met Polen. Na het Molotov-Ribbentroppact en de daaropvolgende verdeling van Polen door de Sovjet-Unie en Duitsland werd op de grens een fort gebouwd. Toen de Duitsers in juni 1941 de Sovjet-Unie binnenvielen, was het fort bemand door zo'n 4000 soldaten. Ondanks hevige beschietingen en een Duitse overmacht van 10:1, wisten de Sovjets een maand lang stand te houden. Het front was inmiddels enkele honderden kilometers oostwaarts opgeschoven. Het fort kreeg de eretitel Heldenfort in 1965.